# Mochów (gmina w rejencji opolskiej)
Mochów (niem. Amtsbezirk Mochau) – zbiorowa gmina wiejska (Amtsbezirk) w powiecie prudnickim, rejencji opolskiej. Funkcjonowała w latach 1874–1945 w Rzeszy Niemieckiej. Siedzibą gminy był Mochów (Mochau).
Gminę Mochów utworzono 1 maja 1874 na obszarze powiatu prudnickiego. Początkowo nosiła nazwę Schloß Ober Glogau II. Powstała z obszaru gromad Błażejowice Dolne (Blaschewitz), Dzierżysławice (podzielone na dwie części: Freiherrlich Dirschelwitz i Gräflich Dirschelwitz), Kierpień (Kerpen), Mochów (podzielony na dwie części: Freiherrlich Mochau i Gräflich Mochau), Mochów-Pauliny (Pauliner Mochau), Leśnik (Pauliner Wiese), Pleitersdorf, Rzepcze (Rzeptsch) i Pisarzowice (Schreibersdorf) oraz dziewięciu majątków ziemskich. Pierwszym administratorem okręgu został Eduard von Oppersdorff zamieszkały w zamku w Głogówku.
1 stycznia 1908 gmina obejmowała gromady: Błażejowice Dolne, Dzierżysławice, Kierpień, Leśnik, Mochów, Rzepcze i Pisarzowice oraz osiem majątków ziemskich (w tym Nowy Dwór Prudnicki). 1 czerwca 1937 do gminy Mochów przyłączono obszar gminy Stare Kotkowice (Amtsbezirk Alt Kuttendorf). 1 stycznia 1945 gmina Mochów obejmowała gromady: Stare Kotkowice, Dzierżysławice, Wróblin, Głogowiec, Leśnik, Kierpień, Mochów, Nowy Dwór Prudnicki, Nowe Kotkowice, Błażejowice Dolne, Rzepcze i Pisarzowice.
Jednostka przetrwała do 1945 roku. Po II wojnie światowej została zniesiona. Władze polskie nie odtworzyły gminy w reaktywowanym powiecie prudnickim.